# Симадзу Хисамицу

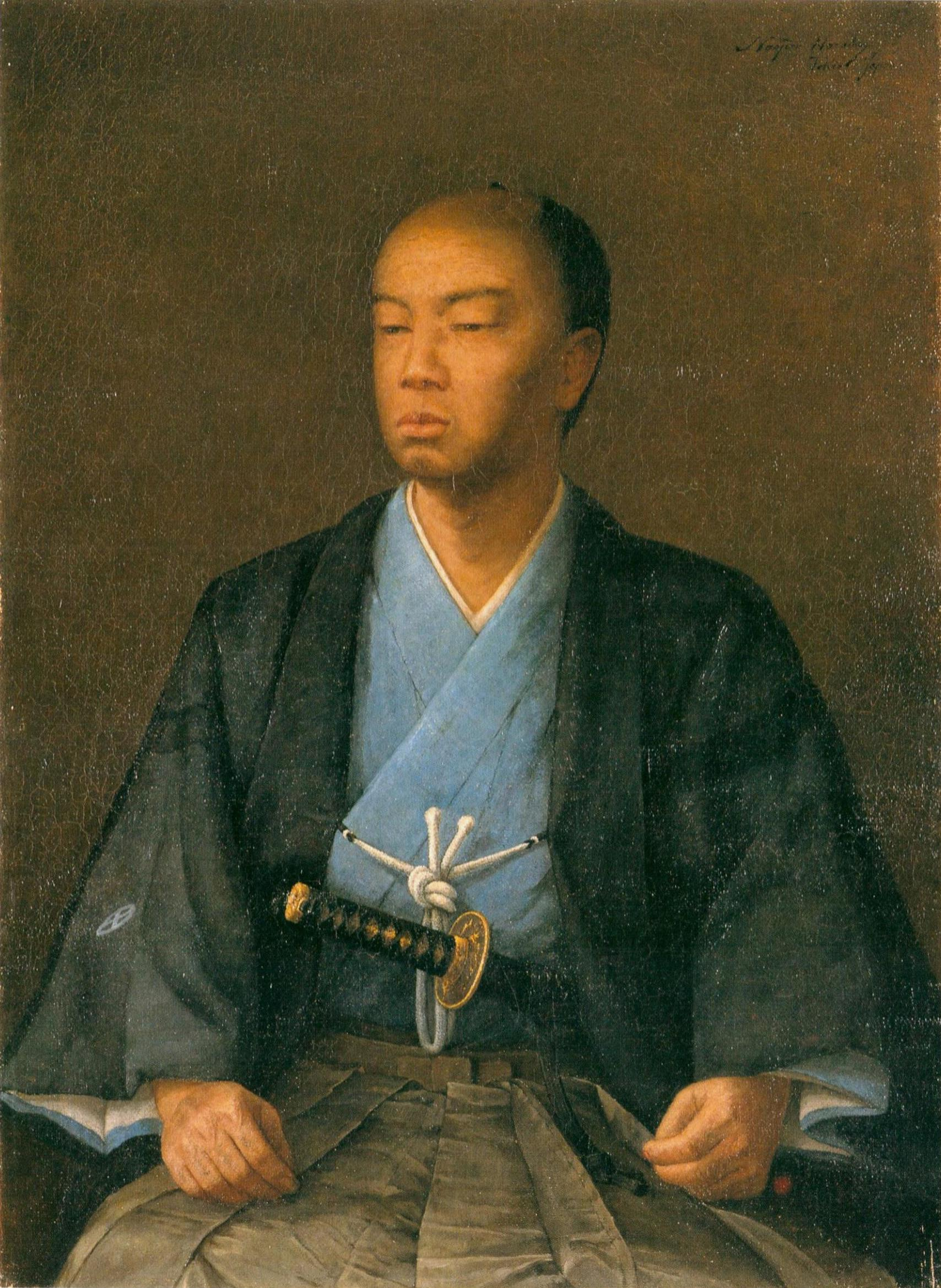

Симадзу Хисамицу (28 ноября 1817 — 6 декабря 1887) — японский самурай периода Эдо. Был младшим братом Симадзу Нариакира и затем регентом при его сыне Симадзу Тадаёси, который был 12-м и последним даймё. Играл важную роль в борьбе клана Сацума против сёгуната Токугава. В период Мэйдзи и формирования дворянства кадзоку получил титул князя.
Родился в замке Кагосима, его родителями были Симадзу Нариоки и его наложница. Вскоре после рождения был принят в клан Танегасима в качестве наследника, но затем возвращён в родительский дом. После женитьбы в возрасте 22 лет должен был стать наследником дома Симадзу, однако, в результате интриг его сводный брат Нариакара сумел убедить их отца назначить наследником его. После смерти Нариакиры в 1858 году наследником был объявлен несовершеннолетний сын последнего, а регентом при нём — Хисамицу. В 1862 году он отправился в Киото и активно участвовал в политической борьбе, входил в состав движения Кобу гаттай.
По возвращении в Эдо его процессия столкнулась с английскими торговцами, которые отказались спешиться перед японцами, что привело к стычке, в ходе которой один англичан погиб и двое получили ранения. Во время войны Босин Симадзу поддерживал клан Сацума, после восстановления власти императора получил титул князя (косяку). Умер в 1887 году, похоронен в префектуре Кагосима.